# Локао
Локао или китайская зелень — красящее вещество, получаемое путём вываривания коры произрастающих в Китае видов крушины Rhamnus chlorophorus и Rhamnus utilis. 
Поступал в продажу в виде очень тонких листков синего или фиолетового цвета с зеленоватым отливом, при растирании на бумаге даёт зеленое окрашивание. В растворителях — эфире, бензине, сернистом углероде и винном спирте — нерастворим, в воде мало, но легко — в уксусной кислоте и концентрированных растворах углекислых щелочей. Обыкновенно в нем содержится до 33% золы. По исследованиям Кэйзера, красящее начало локао представляет глюкозид, локаоновую кислоту, C42H48O27. Использовался для окрашивания шёлка (в особенности в Китае), при чем получается очень яркий, чисто зелёный цвет.